# فرانك إي. هيرينغ
فرانك إي. هيرينغ (بالإنجليزية: Frank E. Hering)‏ هو مدير فني أمريكي، ولد في 30 أبريل 1874، وتوفي في 11 يوليو 1943.